# Pierre-Théodore Suau
Pour les articles homonymes, voir Suau (homonymie).
Pierre-Théodore Suau, né à Toulouse en 1789, où il est mort le 28 juillet 1856, est un peintre d’histoire français. Fils de Jean Suau, élève de son père et de Jacques-Louis David, il fut membre de l'académie royale de peinture, sculpture et architecture de Toulouse et professeur au collège royal de cette même ville.
Cinq médailles lui ont été décernées: deux d'or en 1806 & 1808 et trois d'argent en 1805 & 1807.

## Œuvres principales
Parmi ses toiles :

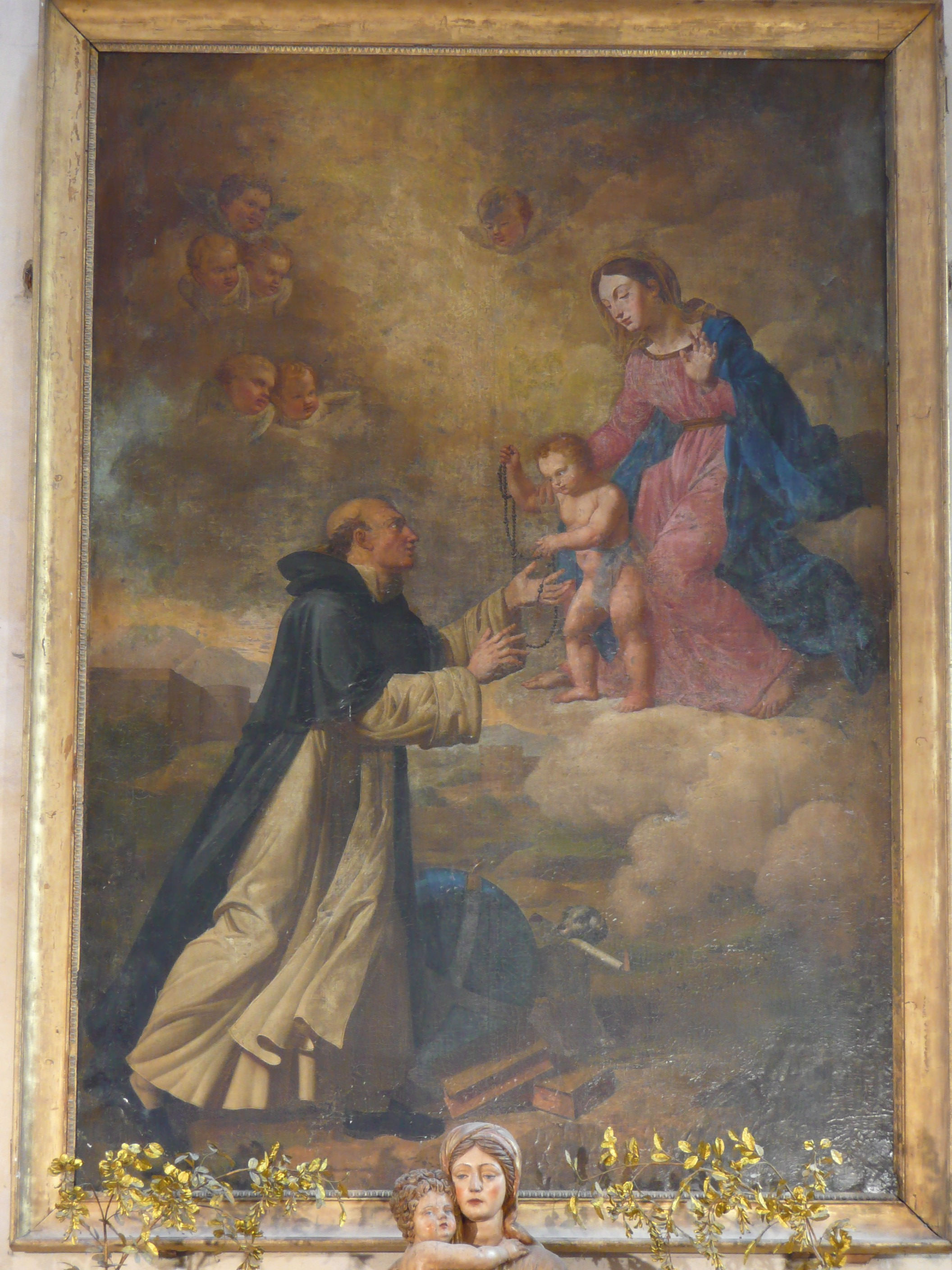
St Dominique et le Rosaire

- Saint Dominique recevant le rosaire des mains de la Vierge et de l'Enfant Jésus, huile sur toile, Toulouse (Haute-Garonne), église des Jacobins, chapelle Saint-Dominique
- Saint François de Salles implorant la bonté céleste
- Saint François de Salles en extase devant un globe de feu
- La Visitation
- L'Immaculée-Conception
- Le Sacré-Cœur de Jésus
- Christ en croix
- Sainte Chantal
- Louis XVIII dans la salle du trône
- Portrait de Louis XVIII, dans une des salles de la mairie de Nay
- Saint Amans, évêque de Rodez
- La mort de Philopœmen.

Comme son père il est également l'auteur de dessins à la sépia:
- Assuérus surprenant Aman aux pieds d'Esther
- Esther se jetant aux pieds d'Assuérus.

## Sources
- Charles Gabet, Dictionnaire des artistes de l’école française au XIXe siècle, 1834
- François Fortuné Guyot de Fere, Statistique des Beaux-Arts en France: Annuaires des artistes français, Paris 1835